# Natércia
Natércia es una ciudad en el sur del Estado de Minas Gerais, Brasil.

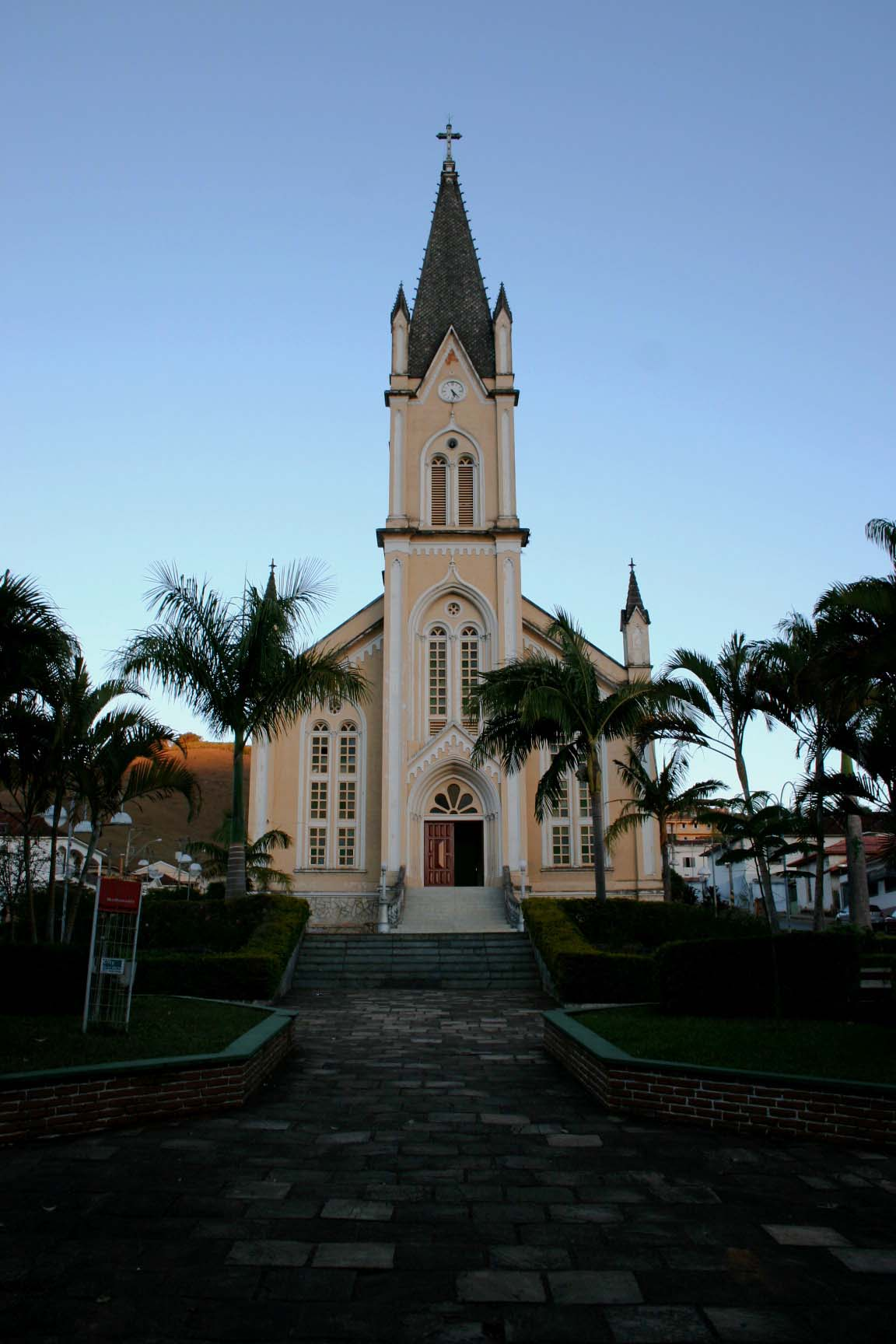
Iglesia de Santa Catarina de Alexandria.